# Robin Vortanov
Robin Vortanov (* 12. Juli 1997) ist ein neuseeländischer Eishockeyspieler, der seit 2014 beim Botany Swarm in der New Zealand Ice Hockey League spielt.

## Karriere
Robin Vortanov spielte zu Beginn seiner Karriere als Eishockeyspieler beim Juniorenteam Auckland Juniors. Nachdem er 2013 als 16-Jähriger für die West Auckland Admirals in der New Zealand Ice Hockey League debütierte, wechselte er 2014 zum ebenfalls in Auckland beheimateten Botany Swarm, für den seither spielt. Im Südhalbkugelsommer spielte er häufig in Nordamerika. Spielte er zunächst in der kanadischen Greater Metro Hockey League, so war er später für die St. Clair Shores Fighting Saints und Delaware Thunder aus der Federal Prospects Hockey League aktiv.

### International
Im Juniorenbereich stand Vortanov im Aufgebot der Neuseeländer bei den U18-Weltmeisterschaften 2014 und 2015 sowie den U20-Weltmeisterschaften 2016 und 2017 jeweils in der Division III.
Für Neuseeland nahm Vortanov im Seniorenbereich an den Weltmeisterschaften der Division II 2019 und 2023 teil.

## NZIHL-Statistik
(Stand: Ende der Saison 2023)